# Sân bay Ba Ngạn Hạo Đặc A Lạp Thiện Tả
Sân bay Ba Ngạn Hạo Đặc A Lạp Thiện Tả (tiếng Trung: 阿拉善左旗巴彦浩特机场) (IATA: AXF)  là một sân bay khu vực phục vụ cho khu vực hành chính địa khu A Lạp Thiện, với trung tâm đô thị chính của A Lạp Thiện Tả, Nội Mông, Trung Quốc.

## Tổng quan
Sân bay Ba Ngạn Hạo Đặc A Lạp Thiện Tả là một trong ba sân bay của A Lạp Thiện ở miền tây Nội Mông. Hai sân bay còn lại là A Lạp Thiện Hữu và Ngạch Tể Nạp. Ba sân bay tạo thành mạng lưới giao thông hàng không nối liền ba Kỳ của A Lạp Thiện, trong đó bao gồm một khu vực rộng lớn có diện tích 272.000 km vuông (105.000 dặm vuông) của sa mạc Gobi.
Sân bay được xây dựng vào tháng 8 năm 2012, với tổng vốn đầu tư 389,5 triệu nhân dân tệ, và cả ba sân bay của A Lạp Thiện đều được mở vào ngày 17 tháng 12 năm 2013. Cả ba sân bay đều được phân loại 3C, thích hợp cho các máy bay 50 chỗ ngồi như Xian MA60. Sân bay Ba Ngạn Hạo Đặc A Lạp Thiện Tả là sân bay lớn nhất trong ba sân bay trên và nó được dự kiến để vận chuyển 250.000 hành khách mỗi năm (vào năm 2020), so với 80.000 của Ngạch Tể Nạp và 45.000 hành khách của A Lạp Thiện Hữu.

## Hãng hàng không và tuyến bay
| Hãng hàng không | Các điểm đến                                                       |
| --------------- | ------------------------------------------------------------------ |
| Joy Air         | Ngạch Tể Nạp, Tây An                                               |
| Okay Airways    | A Lạp Thiện Hữu, Ngạch Tể Nạp, Hô Hòa Hạo Đặc, Lan Châu, Thiên Tân |